# پل آلو
پل آلو (انگلیسی: Paul Alo'o؛ زادهٔ ۱۲ نوامبر ۱۹۸۳) بازیکن فوتبال اهل کامرون است که در پست مهاجم بازی می‌کرد.
از باشگاه‌هایی که در آن بازی کرده‌است می‌توان به باشگاه فوتبال آنژه، باشگاه فوتبال نانسی، باشگاه فوتبال التعاون عربستان سعودی و باشگاه فوتبال لو آور اشاره کرد.
وی همچنین در تیم ملی فوتبال کامرون بازی کرده‌است.